# Larisa Savchenko-Neiland
Larisa Savchenko (en russe : Лариса Ивановна Савченко — Larissa Ivanovna Savtchenko), (née le 21 juillet 1966 à Lviv, aujourd'hui en Ukraine) est une joueuse de tennis soviétique puis lettone, professionnelle du milieu des années 1980 à 2000. À la suite de son mariage, le 21 décembre 1989, elle joue sous le nom de Larisa Neiland.
Elle compte parmi les meilleures spécialistes de double de sa génération avec notamment l'accession à la première place du classement mondial WTA de double féminin pendant quatre semaines de janvier à mars 1992 (avec interruptions).
D'abord associée à Svetlana Parkhomenko, avec qui elle a remporté plusieurs tournois de 1985 à 1987, elle forme avec Natasha Zvereva l'une des meilleures paires de la fin des années 1980, comme l'illustrent leurs deux victoires à Roland-Garros en 1989 et à Wimbledon en 1991. À l'issue de cette victoire, elle forme une nouvelle équipe avec Jana Novotná et parvient, de 1991 à 1993, à cinq reprises en finale des tournois du Grand Chelem, sans parvenir à l'emporter. À partir de 1994, elle change régulièrement de partenaires, s'illustrant encore à Wimbledon en 1996, associée à Meredith McGrath.
En simple, elle a atteint les quarts de finale en Grand Chelem à deux occasions, à l'US Open en 1988 et à Wimbledon en 1994.
Pendant sa carrière, Larisa Savchenko a gagné 67 tournois sur le circuit WTA, dont 65 en double dames, faisant d'elle l'une des joueuses les plus titrées depuis le début des années 1970. Elle a également décroché quatre trophées du Grand Chelem en double mixte.

## Palmarès

### Titres en simple dames
| No | Date       | Nom et lieu du tournoi                 | Catégorie | Dotation  | Surface         | Finaliste         | Score         |          |
| -- | ---------- | -------------------------------------- | --------- | --------- | --------------- | ----------------- | ------------- | -------- |
| 1  | 23-09-1991 | St. Petersburg Open, Saint-Pétersbourg | Tier V    | 100 000 $ | Moquette (int.) | Barbara Rittner   | 3-6, 6-3, 6-4 | Parcours |
| 2  | 23-08-1993 | OTB International, Schenectady         | Tier III  | 150 000 $ | Dur (ext.)      | Natalia Medvedeva | 6-3, 7-5      | Parcours |

### Finales en simple dames
| No | Date       | Nom et lieu du tournoi                | Catégorie | Dotation  | Surface         | Vainqueure          | Score         |          |
| -- | ---------- | ------------------------------------- | --------- | --------- | --------------- | ------------------- | ------------- | -------- |
| 1  | 02-02-1987 | Virginia Slims of Kansas, Wichita     |           | 75 000 $  | Moquette (int.) | Barbara Potter      | 7-6, 7-6      | Parcours |
| 2  | 08-06-1987 | Dow Chemical Classic, Birmingham      |           | 150 000 $ | Gazon (ext.)    | Pam Shriver         | 4-6, 6-2, 6-2 | Parcours |
| 3  | 15-02-1988 | Virginia Slims of California, Oakland | Tier III  | 250 000 $ | Moquette (int.) | Martina Navrátilová | 6-1, 6-2      | Parcours |
| 4  | 20-02-1989 | Virginia Slims of California, Oakland | Tier III  | 250 000 $ | Moquette (int.) | Zina Garrison       | 6-1, 6-1      | Parcours |
| 5  | 06-11-1989 | Virginia Slims of Chicago, Chicago    | Tier III  | 250 000 $ | Moquette (int.) | Zina Garrison       | 6-3, 2-6, 6-4 | Parcours |
| 6  | 01-02-1993 | Toray Pan Pacific Open, Tokyo         | Tier I    | 750 000 $ | Moquette (int.) | Martina Navrátilová | 6-2, 6-2      | Parcours |
| 7  | 22-08-1994 | OTB International, Schenectady        | Tier III  | 150 000 $ | Dur (ext.)      | Judith Wiesner      | 7-5, 3-6, 6-4 | Parcours |

### Titres en double dames
| No | Date       | Nom et lieu du tournoi                         | Catégorie | Dotation    | Surface         | Partenaire        | Finalistes                         | Score         |          |
| -- | ---------- | ---------------------------------------------- | --------- | ----------- | --------------- | ----------------- | ---------------------------------- | ------------- | -------- |
| 1  | 01-04-1985 | Seabrook Seabrook Island                       |           | 75 000 $    | Terre (ext.)    | Svetlana Cherneva | Elise Burgin Lori McNeil           | 6-1, 6-3      | Parcours |
| 2  | 09-09-1985 | Virginia Slims of Utah Salt Lake City          |           | 75 000 $    | Dur (ext.)      | Svetlana Cherneva | Rosalyn Fairbank Beverly Mould     | 7-5, 6-2      | Parcours |
| 3  | 03-11-1986 | Virginia Slims of Arkansas Little Rock         |           | 75 000 $    | Moquette (int.) | Svetlana Cherneva | Iva Budařová Beth Herr             | 6-2, 1-6, 6-1 | Parcours |
| 4  | 02-02-1987 | Virginia Slims of Kansas Wichita               |           | 75 000 $    | Moquette (int.) | Svetlana Cherneva | Barbara Potter Wendy White         | 6-2, 6-4      | Parcours |
| 5  | 09-02-1987 | Virginia Slims of Oklahoma Oklahoma City       |           | 75 000 $    | Dur (int.)      | Svetlana Cherneva | Lori McNeil Kim Sands              | 6-4, 6-4      | Parcours |
| 6  | 16-02-1987 | Virginia Slims of Florida Boca Raton           |           | 250 000 $   | Dur (ext.)      | Svetlana Cherneva | Chris Evert Pam Shriver            | 6-0, 3-6, 6-2 | Parcours |
| 7  | 15-06-1987 | Pilkington Glass Championships Eastbourne      |           | 200 000 $   | Gazon (ext.)    | Svetlana Cherneva | Rosalyn Fairbank Elizabeth Smylie  | 7-6, 4-6, 7-5 | Parcours |
| 8  | 06-06-1988 | Dow Chemical Classic Birmingham                | Tier V    | 150 000 $   | Gazon (ext.)    | Natasha Zvereva   | Leila Meskhi Svetlana Cherneva     | 6-4, 6-1      | Parcours |
| 9  | 24-10-1988 | Virginia Slims of Indianapolis Indianapolis    | Tier V    | 100 000 $   | Dur (int.)      | Natasha Zvereva   | Katrina Adams Zina Garrison        | 6-2, 6-1      | Parcours |
| 10 | 10-04-1989 | Bausch & Lomb Championships Amelia Island      | Tier II   | 300 000 $   | Terre (ext.)    | Natasha Zvereva   | Martina Navrátilová Pam Shriver    | 7-6, 2-6, 6-1 | Parcours |
| 11 | 29-05-1989 | Roland-Garros Paris                            | G. Chelem | 1 875 000 $ | Terre (ext.)    | Natasha Zvereva   | Steffi Graf Gabriela Sabatini      | 6-4, 6-4      | Parcours |
| 12 | 12-06-1989 | Dow Classic Birmingham                         | Tier V    | 150 000 $   | Gazon (ext.)    | Natasha Zvereva   | Meredith McGrath Pam Shriver       | 7-5, 5-7, 6-0 | Parcours |
| 13 | 09-10-1989 | Moscow Open Moscou                             | Tier V    | 100 000 $   | Moquette (int.) | Natasha Zvereva   | Nathalie Herreman Catherine Suire  | 6-3, 6-4      | Parcours |
| 14 | 06-11-1989 | Virginia Slims of Chicago Chicago              | Tier III  | 250 000 $   | Moquette (int.) | Natasha Zvereva   | Jana Novotná Helena Suková         | 6-3, 2-6, 6-3 | Parcours |
| 15 | 11-06-1990 | Dow Classic Birmingham                         | Tier IV   | 150 000 $   | Gazon (ext.)    | Natasha Zvereva   | Lise Gregory Gretchen Rush         | 3-6, 6-3, 6-3 | Parcours |
| 16 | 18-06-1990 | Pilkington Glass Championships Eastbourne      | Tier II   | 350 000 $   | Gazon (ext.)    | Natasha Zvereva   | Patty Fendick Zina Garrison        | 6-4, 6-3      | Parcours |
| 17 | 12-09-1990 | World Doubles Championships Orlando            |           | 175 000 $   | Moquette (int.) | Natasha Zvereva   | Manon Bollegraf Meredith McGrath   | 6-4, 6-1      | Parcours |
| 18 | 29-10-1990 | Virginia Slims of Nashville Nashville          | Tier IV   | 150 000 $   | Dur (int.)      | Kathy Jordan      | Brenda Schultz Caroline Vis        | 6-1, 6-2      | Parcours |
| 19 | 28-01-1991 | Nutri-Metics Bendon Classic Auckland           | Tier V    | 100 000 $   | Dur (ext.)      | Patty Fendick     | Jo-Anne Faull Julie Richardson     | 6-3, 6-3      | Parcours |
| 20 | 04-03-1991 | Virginia Slims of Florida Boca Raton           | Tier I    | 500 000 $   | Dur (ext.)      | Natasha Zvereva   | Meredith McGrath Anne Smith        | 6-4, 7-6      | Parcours |
| 21 | 29-04-1991 | Citizen Cup Hambourg                           | Tier II   | 350 000 $   | Terre (ext.)    | Jana Novotná      | Arantxa Sánchez Helena Suková      | 7-5, 6-1      | Parcours |
| 22 | 13-05-1991 | Lufthansa Cup German Open Berlin               | Tier I    | 500 000 $   | Terre (ext.)    | Natasha Zvereva   | Nicole Provis Elna Reinach         | 6-3, 6-3      | Parcours |
| 23 | 17-06-1991 | Pilkington Glass Championships Eastbourne      | Tier II   | 350 000 $   | Gazon (ext.)    | Natasha Zvereva   | Gigi Fernández Jana Novotná        | 2-6, 6-4, 6-4 | Parcours |
| 24 | 24-06-1991 | The Championships Wimbledon                    | G. Chelem | 2 728 856 $ | Gazon (ext.)    | Natasha Zvereva   | Gigi Fernández Jana Novotná        | 6-4, 3-6, 6-4 | Parcours |
| 25 | 05-08-1991 | Canadian Open Toronto                          | Tier I    | 500 000 $   | Dur (ext.)      | Natasha Zvereva   | Claudia Kohde-Kilsch Helena Suková | 1-6, 7-5, 6-2 | Parcours |
| 26 | 12-08-1991 | Virginia Slims of Los Angeles Manhattan Beach  | Tier II   | 350 000 $   | Dur (ext.)      | Natasha Zvereva   | Gretchen Rush Robin White          | 6-1, 2-6, 6-2 | Parcours |
| 27 | 19-08-1991 | Virginia Slims of Washington Washington        | Tier II   | 350 000 $   | Dur (ext.)      | Jana Novotná      | Gigi Fernández Natasha Zvereva     | 5-7, 6-1, 7-6 | Parcours |
| 28 | 11-11-1991 | Virginia Slims of Philadelphia Philadelphie    | Tier II   | 350 000 $   | Moquette (int.) | Jana Novotná      | Mary Joe Fernández Zina Garrison   | 6-2, 6-4      | Parcours |
| 29 | 30-12-1991 | Danone Open Brisbane                           | Tier IV   | 150 000 $   | Dur (ext.)      | Jana Novotná      | Manon Bollegraf Nicole Provis      | 6-4, 6-3      | Parcours |
| 30 | 02-03-1992 | Virginia Slims of Florida Boca Raton           | Tier I    | 550 000 $   | Dur (ext.)      | Natasha Zvereva   | Linda Wild Conchita Martínez       | 6-2, 6-2      | Parcours |
| 31 | 13-03-1992 | Lipton International Championships Miami       | Tier I    | 800 000 $   | Dur (ext.)      | Arantxa Sánchez   | Jill Hetherington Kathy Rinaldi    | 7-5, 5-7, 6-3 | Parcours |
| 32 | 26-03-1992 | Light n’ Lively Doubles Wesley Chapel          |           | 175 000 $   | Terre (ext.)    | Jana Novotná      | Arantxa Sánchez Natasha Zvereva    | 6-4, 6-2      | Parcours |
| 33 | 11-05-1992 | Lufthansa Cup German Open Berlin               | Tier I    | 550 000 $   | Terre (ext.)    | Jana Novotná      | Gigi Fernández Natasha Zvereva     | 7-6, 4-6, 7-5 | Parcours |
| 34 | 15-06-1992 | Pilkington Glass Championships Eastbourne      | Tier II   | 350 000 $   | Gazon (ext.)    | Jana Novotná      | Mary Joe Fernández Zina Garrison   | 6-0, 6-3      | Parcours |
| 35 | 24-08-1992 | Mazda Classic San Diego                        | Tier III  | 225 000 $   | Dur (ext.)      | Jana Novotná      | Conchita Martínez Mercedes Paz     | 6-1, 6-4      | Parcours |
| 36 | 28-09-1992 | Volkswagen Cup Leipzig                         | Tier III  | 225 000 $   | Moquette (int.) | Jana Novotná      | Patty Fendick Andrea Strnadová     | 7-5, 7-6      | Parcours |
| 37 | 20-10-1992 | Midland Bank Championships Brighton            | Tier II   | 350 000 $   | Moquette (int.) | Jana Novotná      | Conchita Martínez Radka Zrubáková  | 6-4, 6-1      | Parcours |
| 38 | 04-01-1993 | Danone Hard Court Championships Brisbane       | Tier III  | 150 000 $   | Dur (ext.)      | Conchita Martínez | Shannan McCarthy Kimberly Po       | 6-2, 6-2      | Parcours |
| 39 | 08-02-1993 | World Ladies in Osaka Osaka                    | Tier III  | 150 000 $   | Moquette (int.) | Jana Novotná      | Magdalena Maleeva Manuela Maleeva  | 6-1, 6-3      | Parcours |
| 40 | 12-03-1993 | The Lipton Championships Miami                 | Tier I    | 900 000 $   | Dur (ext.)      | Jana Novotná      | Jill Hetherington Kathy Rinaldi    | 6-2, 7-5      | Parcours |
| 41 | 16-08-1993 | Matinee Ltd. Canadian Open Toronto             | Tier I    | 750 000 $   | Dur (ext.)      | Jana Novotná      | Arantxa Sánchez Helena Suková      | 6-1, 6-2      | Parcours |
| 42 | 07-02-1994 | Asian Tennis Open Osaka                        | Tier III  | 150 000 $   | Moquette (int.) | Rennae Stubbs     | Pam Shriver Elizabeth Smylie       | 6-4, 6-7, 7-5 | Parcours |
| 43 | 04-04-1994 | Bausch & Lomb Championships Amelia Island      | Tier II   | 400 000 $   | Terre (ext.)    | Arantxa Sánchez   | Amanda Coetzer Inés Gorrochategui  | 6-2, 6-7, 6-4 | Parcours |
| 44 | 18-04-1994 | International Championships of Spain Barcelone | Tier II   | 400 000 $   | Terre (ext.)    | Arantxa Sánchez   | Julie Halard Nathalie Tauziat      | 6-2, 6-4      | Parcours |
| 45 | 06-06-1994 | DFS Classic Birmingham                         | Tier III  | 150 000 $   | Gazon (ext.)    | Zina Garrison     | Catherine Barclay Kerry-Anne Guse  | 6-4, 6-4      | Parcours |
| 46 | 22-08-1994 | OTB International Schenectady                  | Tier III  | 150 000 $   | Dur (ext.)      | Meredith McGrath  | Pam Shriver Elizabeth Smylie       | 6-2, 6-2      | Parcours |
| 47 | 18-10-1994 | Brighton International Brighton                | Tier II   | 400 000 $   | Moquette (int.) | Manon Bollegraf   | Mary Joe Fernández Jana Novotná    | 4-6, 6-2, 6-3 | Parcours |
| 48 | 13-02-1995 | Open Gaz de France Paris                       | Tier II   | 430 000 $   | Moquette (int.) | Meredith McGrath  | Manon Bollegraf Rennae Stubbs      | 6-4, 6-1      | Parcours |
| 49 | 24-04-1995 | Ford Int’l Championships of Spain Barcelone    | Tier II   | 430 000 $   | Terre (ext.)    | Arantxa Sánchez   | Mariaan de Swardt Iva Majoli       | 7-5, 4-6, 7-5 | Parcours |
| 50 | 24-05-1995 | World Doubles Cup Édimbourg                    |           | 188 125 $   | Terre (ext.)    | Meredith McGrath  | Manon Bollegraf Rennae Stubbs      | 6-2, 7-6      | Parcours |
| 51 | 18-09-1995 | Moscow Ladies Open Moscou                      | Tier III  | 161 250 $   | Moquette (int.) | Meredith McGrath  | Anna Kournikova Aleksandra Olsza   | 6-1, 6-0      | Parcours |
| 52 | 25-09-1995 | Sparkassen Cup Leipzig                         | Tier II   | 430 000 $   | Moquette (int.) | Meredith McGrath  | Brenda Schultz Caroline Vis        | 6-4, 6-4      | Parcours |
| 53 | 16-10-1995 | Brighton International Brighton                | Tier II   | 430 000 $   | Moquette (int.) | Meredith McGrath  | Lori McNeil Helena Suková          | 7-5, 6-1      | Parcours |
| 54 | 19-02-1996 | Faber Grand Prix Essen                         | Tier II   | 450 000 $   | Moquette (int.) | Meredith McGrath  | Lori McNeil Helena Suková          | 3-6, 6-3, 6-2 | Parcours |
| 55 | 13-05-1996 | German Open Berlin                             | Tier I    | 926 250 $   | Terre (ext.)    | Meredith McGrath  | Martina Hingis Helena Suková       | 6-1, 5-7, 7-6 | Parcours |
| 56 | 17-06-1996 | Wilkinson Lady Championships Rosmalen          | Tier III  | 164 250 $   | Gazon (ext.)    | Brenda Schultz    | Kristie Boogert Helena Suková      | 6-4, 7-6      | Parcours |
| 57 | 05-08-1996 | Omnium du Maurier Ltée Montréal                | Tier I    | 926 250 $   | Dur (ext.)      | Arantxa Sánchez   | Mary Joe Fernández Helena Suková   | 7-6, 6-1      | Parcours |
| 58 | 28-10-1996 | Kremlin Cup Moscou                             | Tier III  | 400 000 $   | Moquette (int.) | Natalia Medvedeva | Silvia Farina Barbara Schett       | 7-6, 4-6, 6-1 | Parcours |
| 59 | 09-06-1997 | DFS Classic Birmingham                         | Tier III  | 164 250 $   | Gazon (ext.)    | Katrina Adams     | Nathalie Tauziat Linda Wild        | 6-2, 6-3      | Parcours |
| 60 | 20-10-1997 | SEAT Open Luxembourg                           | Tier III  | 164 250 $   | Moquette (int.) | Helena Suková     | Meike Babel Laurence Courtois      | 6-2, 6-4      | Parcours |
| 61 | 04-01-1999 | Thalgo Hard Court Championships Gold Coast     | Tier III  | 180 000 $   | Dur (ext.)      | Corina Morariu    | Kristine Radford Irina Spîrlea     | 6-3, 6-3      | Parcours |
| 62 | 27-04-1999 | Betty Barclay Cup Hambourg                     | Tier II   | 520 000 $   | Terre (ext.)    | Arantxa Sánchez   | Amanda Coetzer Jana Novotná        | 6-2, 6-1      | Parcours |
| 63 | 07-06-1999 | DFS Classic Birmingham                         | Tier III  | 180 000 $   | Gazon (ext.)    | Corina Morariu    | Alexandra Fusai Inés Gorrochategui | 6-4, 6-4      | Parcours |
| 64 | 09-08-1999 | Acura Classic Los Angeles                      | Tier II   | 520 000 $   | Dur (ext.)      | Arantxa Sánchez   | Lisa Raymond Rennae Stubbs         | 6-2, 6-7, 6-0 | Parcours |
| 65 | 01-11-1999 | Sparkassen Cup International Leipzig           | Tier II   | 520 000 $   | Moquette (int.) | Mary Pierce       | Elena Likhovtseva Ai Sugiyama      | 6-4, 6-3      | Parcours |

### Finales en double dames
| No | Date       | Nom et lieu du tournoi                            | Catégorie | Dotation    | Surface         | Vainqueures                         | Partenaire          | Score              |          |
| -- | ---------- | ------------------------------------------------- | --------- | ----------- | --------------- | ----------------------------------- | ------------------- | ------------------ | -------- |
| 1  | 21-01-1985 | Virginia Slims of Florida Key Biscayne            |           | 150 000 $   | Dur (ext.)      | Kathy Jordan Elizabeth Smylie       | Svetlana Cherneva   | 6-4, 7-6           | Parcours |
| 2  | 08-04-1985 | Family Circle Mag. Cup Hilton Head                |           | 200 000 $   | Terre (ext.)    | Rosalyn Fairbank Pam Shriver        | Svetlana Cherneva   | 6-4, 6-1           | Parcours |
| 3  | 22-09-1986 | Virginia Slims of Tulsa Tulsa                     |           | 75 000 $    | Dur (ext.)      | Camille Benjamin Dinky Van Rensburg | Svetlana Cherneva   | 7-6, 7-5           | Parcours |
| 4  | 29-09-1986 | Virginia Slims of New Orleans La Nouvelle-Orléans |           | 150 000 $   | Moquette (int.) | Candy Reynolds Anne Smith           | Svetlana Cherneva   | 6-3, 3-6, 6-3      | Parcours |
| 5  | 20-06-1988 | The Championships Wimbledon                       | G. Chelem | 1 717 085 $ | Gazon (ext.)    | Steffi Graf Gabriela Sabatini       | Natasha Zvereva     | 6-3, 1-6, 12-10    | Parcours |
| 6  | 07-11-1988 | Virginia Slims of Chicago Chicago                 | Tier III  | 250 000 $   | Moquette (int.) | Lori McNeil Betsy Nagelsen          | Natasha Zvereva     | 6-4, 3-6, 6-4      | Parcours |
| 7  | 14-11-1988 | Virginia Slims Championships New York             | Masters   | 1 000 000 $ | Moquette (int.) | Martina Navrátilová Pam Shriver     | Natasha Zvereva     | 6-3, 6-4           | Parcours |
| 8  | 13-02-1989 | Virginia Slims of Washington Fairfax              | Tier II   | 300 000 $   | Moquette (int.) | Betsy Nagelsen Pam Shriver          | Natasha Zvereva     | 6-2, 6-3           | Parcours |
| 9  | 20-02-1989 | Virginia Slims of California Oakland              | Tier III  | 250 000 $   | Moquette (int.) | Patty Fendick Jill Hetherington     | Natasha Zvereva     | 7-5, 3-6, 6-2      | Parcours |
| 10 | 22-05-1989 | European Open Genève                              | Tier V    | 100 000 $   | Terre (ext.)    | Katrina Adams Lori McNeil           | Natasha Zvereva     | 2-6, 6-3, 6-4      | Parcours |
| 11 | 26-06-1989 | The Championships Wimbledon                       | G. Chelem | 2 204 162 $ | Gazon (ext.)    | Jana Novotná Helena Suková          | Natasha Zvereva     | 6-1, 6-2           | Parcours |
| 12 | 21-08-1989 | Player’s Canadian Open Toronto                    | Tier II   | 300 000 $   | Dur (ext.)      | Gigi Fernández Robin White          | Martina Navrátilová | 6-1, 7-5           | Parcours |
| 13 | 30-10-1989 | Virginia Slims of Indianapolis Indianapolis       | Tier V    | 100 000 $   | Dur (int.)      | Katrina Adams Lori McNeil           | Claudia Porwik      | 6-4, 6-4           | Parcours |
| 14 | 13-11-1989 | Virginia Slims Championships New York             | Masters   | 1 000 000 $ | Moquette (int.) | Martina Navrátilová Pam Shriver     | Natasha Zvereva     | 6-3, 6-2           | Parcours |
| 15 | 08-01-1990 | Holden NSW Open Sydney                            | Tier III  | 225 000 $   | Dur (ext.)      | Jana Novotná Helena Suková          | Natasha Zvereva     | 6-3, 7-5           | Parcours |
| 16 | 30-04-1990 | Citizen Cup Hambourg                              | Tier II   | 350 000 $   | Terre (ext.)    | Gigi Fernández Martina Navrátilová  | Helena Suková       | 6-2, 6-3           | Parcours |
| 17 | 28-05-1990 | Roland-Garros Paris                               | G. Chelem | 2 019 720 $ | Terre (ext.)    | Jana Novotná Helena Suková          | Natasha Zvereva     | 6-4, 7-5           | Parcours |
| 18 | 28-03-1991 | Light n’ Lively Doubles Tarpon Springs            |           | 200 000 $   | Terre (ext.)    | Gigi Fernández Helena Suková        | Natasha Zvereva     | 4-6, 6-4, 7-6      | Parcours |
| 19 | 27-05-1991 | Roland-Garros Paris                               | G. Chelem | 2 698 740 $ | Terre (ext.)    | Gigi Fernández Jana Novotná         | Natasha Zvereva     | 6-4, 6-0           | Parcours |
| 20 | 26-08-1991 | US Open Flushing Meadows                          | G. Chelem | 2 700 000 $ | Dur (ext.)      | Pam Shriver Natasha Zvereva         | Jana Novotná        | 6-4, 4-6, 7-65     | Parcours |
| 21 | 30-03-1992 | Family Circle Mag. Cup Hilton Head                | Tier I    | 550 000 $   | Terre (ext.)    | Arantxa Sánchez Natasha Zvereva     | Jana Novotná        | 6-4, 6-2           | Parcours |
| 22 | 22-06-1992 | The Championships Wimbledon                       | G. Chelem | 3 000 000 $ | Gazon (ext.)    | Gigi Fernández Natasha Zvereva      | Jana Novotná        | 6-4, 6-1           | Parcours |
| 23 | 31-08-1992 | US Open Flushing Meadows                          | G. Chelem | 3 734 850 $ | Dur (ext.)      | Gigi Fernández Natasha Zvereva      | Jana Novotná        | 7-64, 6-1          | Parcours |
| 24 | 16-11-1992 | Virginia Slims Championships New York             | Masters   | 3 000 000 $ | Moquette (int.) | Arantxa Sánchez Helena Suková       | Jana Novotná        | 7-6, 6-1           | Parcours |
| 25 | 01-03-1993 | Virginia Slims of Florida Delray Beach            | Tier II   | 375 000 $   | Dur (ext.)      | Gigi Fernández Natasha Zvereva      | Jana Novotná        | 6-2, 6-2           | Parcours |
| 26 | 25-03-1993 | Light n’ Lively Doubles Wesley Chapel             |           | 175 000 $   | Terre (ext.)    | Gigi Fernández Natasha Zvereva      | Arantxa Sánchez     | 7-5, 6-3           | Parcours |
| 27 | 26-04-1993 | Citizen Cup Hambourg                              | Tier II   | 375 000 $   | Terre (ext.)    | Steffi Graf Rennae Stubbs           | Jana Novotná        | 6-4, 7-6           | Parcours |
| 28 | 24-05-1993 | Roland-Garros Paris                               | G. Chelem | 3 456 143 $ | Terre (ext.)    | Gigi Fernández Natasha Zvereva      | Jana Novotná        | 6-3, 7-5           | Parcours |
| 29 | 14-06-1993 | Volkswagen Cup Eastbourne                         | Tier II   | 375 000 $   | Gazon (ext.)    | Gigi Fernández Natasha Zvereva      | Jana Novotná        | 2-6, 7-5, 6-1      | Parcours |
| 30 | 21-06-1993 | The Championships Wimbledon                       | G. Chelem | 3 312 302 $ | Gazon (ext.)    | Gigi Fernández Natasha Zvereva      | Jana Novotná        | 6-4, 6-7, 6-4      | Parcours |
| 31 | 27-09-1993 | Volkswagen Cup Leipzig                            | Tier II   | 375 000 $   | Moquette (int.) | Gigi Fernández Natasha Zvereva      | Jana Novotná        | 6-3, 6-2           | Parcours |
| 32 | 19-10-1993 | Autoglass Classic Brighton                        | Tier II   | 375 000 $   | Moquette (int.) | Laura Golarsa Natalia Medvedeva     | Anke Huber          | 6-3, 1-6, 6-4      | Parcours |
| 33 | 08-11-1993 | Virginia Slims of Philadelphia Philadelphie       | Tier I    | 750 000 $   | Moquette (int.) | Katrina Adams Manon Bollegraf       | Conchita Martínez   | 6-2, 4-6, 7-6      | Parcours |
| 34 | 15-11-1993 | Virginia Slims Championships New York             | Masters   | 3 708 500 $ | Moquette (int.) | Gigi Fernández Natasha Zvereva      | Jana Novotná        | 6-3, 7-5           | Parcours |
| 35 | 26-09-1994 | International GP Leipzig                          | Tier II   | 400 000 $   | Moquette (int.) | Patty Fendick Meredith McGrath      | Manon Bollegraf     | 6-4, 6-4           | Parcours |
| 36 | 10-10-1994 | Porsche Tennis GP Filderstadt                     | Tier II   | 400 000 $   | Dur (int.)      | Gigi Fernández Natasha Zvereva      | Manon Bollegraf     | 7-6, 6-4           | Parcours |
| 37 | 09-01-1995 | Schweppes Tasmanian Int'l Open Hobart             | Tier IV   | 107 500 $   | Dur (ext.)      | Kyoko Nagatsuka Ai Sugiyama         | Manon Bollegraf     | 2-6, 6-4, 6-2      | Parcours |
| 38 | 27-02-1995 | State Farm Evert Cup Indian Wells                 | Tier II   | 430 000 $   | Dur (ext.)      | Lindsay Davenport Lisa Raymond      | Arantxa Sánchez     | 2-6, 6-4, 6-3      | Parcours |
| 39 | 06-03-1995 | Winter Championships Delray Beach                 | Tier II   | 430 000 $   | Dur (ext.)      | Mary Joe Fernández Jana Novotná     | Lori McNeil         | 6-4, 6-0           | Parcours |
| 40 | 15-05-1995 | German Open Berlin                                | Tier I    | 806 250 $   | Terre (ext.)    | Amanda Coetzer Inés Gorrochategui   | Gabriela Sabatini   | 4-6, 7-6, 6-2      | Parcours |
| 41 | 07-08-1995 | Acura Classic Manhattan Beach                     | Tier II   | 430 000 $   | Dur (ext.)      | Gigi Fernández Natasha Zvereva      | Gabriela Sabatini   | 7-5, 6-7, 7-5      | Parcours |
| 42 | 09-10-1995 | Porsche Tennis GP Filderstadt                     | Tier II   | 430 000 $   | Dur (int.)      | Gigi Fernández Natasha Zvereva      | Meredith McGrath    | 5-7, 6-1, 6-4      | Parcours |
| 43 | 06-11-1995 | Advanta Championships Philadelphie                | Tier I    | 806 250 $   | Moquette (int.) | Lori McNeil Helena Suková           | Meredith McGrath    | 4-6, 6-3, 6-4      | Parcours |
| 44 | 21-03-1996 | The Lipton Championships Miami                    | Tier I    | 1 550 000 $ | Dur (ext.)      | Jana Novotná Arantxa Sánchez        | Meredith McGrath    | 6-4, 6-4           | Parcours |
| 45 | 08-04-1996 | Bausch & Lomb Championships Amelia Island         | Tier II   | 450 000 $   | Terre (ext.)    | Chanda Rubin Arantxa Sánchez        | Meredith McGrath    | 6-1, 6-1           | Parcours |
| 46 | 24-06-1996 | The Championships Wimbledon                       | G. Chelem | 3 392 408 $ | Gazon (ext.)    | Martina Hingis Helena Suková        | Meredith McGrath    | 5-7, 7-5, 6-1      | Parcours |
| 47 | 19-08-1996 | Toshiba Tennis Classic San Diego                  | Tier II   | 450 000 $   | Dur (ext.)      | Gigi Fernández Conchita Martínez    | Arantxa Sánchez     | 4-6, 6-3, 6-4      | Parcours |
| 48 | 17-02-1997 | Faber Grand Prix Hanovre                          | Tier II   | 450 000 $   | Moquette (int.) | Nicole Arendt Manon Bollegraf       | Brenda Schultz      | 4-6, 6-3, 7-6      | Parcours |
| 49 | 04-08-1997 | Acura Classic Los Angeles                         | Tier II   | 450 000 $   | Dur (ext.)      | Yayuk Basuki Caroline Vis           | Helena Suková       | 7-6, 6-3           | Parcours |
| 50 | 13-10-1997 | European Indoor Championships Zurich              | Tier I    | 926 250 $   | Moquette (int.) | Martina Hingis Arantxa Sánchez      | Helena Suková       | 4-6, 6-4, 6-1      | Parcours |
| 51 | 09-02-1998 | Open Gaz de France Paris                          | Tier II   | 450 000 $   | Moquette (int.) | Sabine Appelmans Miriam Oremans     | Anna Kournikova     | 1-6, 6-3, 7-6      | Parcours |
| 52 | 23-02-1998 | Generali Ladies Tennis Grand Prix Linz            | Tier II   | 450 000 $   | Moquette (int.) | Alexandra Fusai Nathalie Tauziat    | Anna Kournikova     | 6-3, 3-6, 6-4      | Parcours |
| 53 | 27-07-1998 | Bank of the West Classic Stanford                 | Tier II   | 450 000 $   | Dur (ext.)      | Lindsay Davenport Natasha Zvereva   | Elena Tatarkova     | 6-4, 6-4           | Parcours |
| 54 | 26-10-1998 | SEAT Open Luxembourg                              | Tier III  | 164 250 $   | Moquette (int.) | Elena Likhovtseva Ai Sugiyama       | Elena Tatarkova     | 6-7, 6-3, 2-0, ab. | Parcours |
| 55 | 16-08-1999 | Omnium du Maurier Toronto                         | Tier I    | 1 050 000 $ | Dur (ext.)      | Jana Novotná Mary Pierce            | Arantxa Sánchez     | 6-3, 2-6, 6-3      | Parcours |
| 56 | 04-10-1999 | Porsche Tennis Grand Prix Filderstadt             | Tier II   | 520 000 $   | Dur (int.)      | Chanda Rubin Sandrine Testud        | Arantxa Sánchez     | 6-3, 6-4           | Parcours |
| 57 | 25-10-1999 | Generali Open Linz                                | Tier II   | 520 000 $   | Moquette (int.) | Irina Spîrlea Caroline Vis          | Tina Križan         | 6-4, 6-3           | Parcours |
| 58 | 15-11-1999 | Chase Championships New York                      | Masters   | 2 000 000 $ | Moquette (int.) | Martina Hingis Anna Kournikova      | Arantxa Sánchez     | 6-4, 6-4           | Parcours |

### Titres en double mixte
| No | Date       | Nom et lieu du tournoi         | Catégorie | Dotation    | Surface      | Partenaire       | Finalistes                              | Score          |          |
| -- | ---------- | ------------------------------ | --------- | ----------- | ------------ | ---------------- | --------------------------------------- | -------------- | -------- |
| 1  | 22-06-1992 | The Championships Wimbledon    | G. Chelem | 3 000 000 $ | Gazon (ext.) | Cyril Suk        | Miriam Oremans Jacco Eltingh            | 7-62, 6-2      | Parcours |
| 2  | 17-01-1994 | Ford Australian Open Melbourne | G. Chelem | 2 426 000 $ | Dur (ext.)   | Andreï Olhovskiy | Helena Suková Todd Woodbridge           | 7-5, 6-70, 6-2 | Parcours |
| 3  | 29-05-1995 | Roland-Garros Paris            | G. Chelem | 3 963 100 $ | Terre (ext.) | Mark Woodforde   | Jill Hetherington John-Laffnie de Jager | 7-68, 7-64     | Parcours |
| 4  | 15-01-1996 | Ford Australian Open Melbourne | G. Chelem | 3 970 600 $ | Dur (ext.)   | Mark Woodforde   | Nicole Arendt Luke Jensen               | 4-6, 7-5, 6-0  | Parcours |

### Finales en double mixte
| No | Date       | Nom et lieu du tournoi         | Catégorie | Dotation    | Surface      | Vainqueures                    | Partenaire            | Score          |          |
| -- | ---------- | ------------------------------ | --------- | ----------- | ------------ | ------------------------------ | --------------------- | -------------- | -------- |
| 1  | 23-05-1994 | Roland-Garros Paris            | G. Chelem | 3 561 928 $ | Terre (ext.) | Kristie Boogert Menno Oosting  | Andreï Olhovskiy      | 7-5, 3-6, 7-5  | Parcours |
| 2  | 24-06-1996 | The Championships Wimbledon    | G. Chelem | 3 392 408 $ | Gazon (ext.) | Helena Suková Cyril Suk        | Mark Woodforde        | 1-6, 6-3, 6-2  | Parcours |
| 3  | 13-01-1997 | Ford Australian Open Melbourne | G. Chelem | 4 058 100 $ | Dur (ext.)   | Manon Bollegraf Rick Leach     | John-Laffnie de Jager | 6-3, 6-75, 7-5 | Parcours |
| 4  | 23-06-1997 | The Championships Wimbledon    | G. Chelem | 4 083 056 $ | Gazon (ext.) | Helena Suková Cyril Suk        | Andreï Olhovskiy      | 4-6, 6-3, 6-4  | Parcours |
| 5  | 24-05-1999 | Roland-Garros Paris            | G. Chelem | 4 407 123 $ | Terre (ext.) | Katarina Srebotnik Piet Norval | Rick Leach            | 6-3, 3-6, 6-3  | Parcours |

## Parcours en Grand Chelem

### En simple dames
| Année | Open d'Australie (janvier) | Open d'Australie (janvier) | Internationaux de France | Internationaux de France | Wimbledon       | Wimbledon           | US Open         | US Open            | Open d'Australie (décembre) | Open d'Australie (décembre) |
| ----- | -------------------------- | -------------------------- | ------------------------ | ------------------------ | --------------- | ------------------- | --------------- | ------------------ | --------------------------- | --------------------------- |
| 1983  | n/a                        | n/a                        | -                        | -                        | -               | -                   | 1er tour (1/64) | Sylvia Hanika      | -                           | -                           |
| 1984  | n/a                        | n/a                        | 3e tour (1/16)           | Chris Evert              | 1er tour (1/64) | Marcela Skuherská   | -               | -                  | 1er tour (1/32)             | Wendy Turnbull              |
| 1985  | n/a                        | n/a                        | 1er tour (1/64)          | Catarina Lindqvist       | 3e tour (1/16)  | Molly Van Nostrand  | -               | -                  | -                           | -                           |
| 1986  | n/a                        | n/a                        | 2e tour (1/32)           | Martina Navrátilová      | 2e tour (1/32)  | Bettina Bunge       | -               | -                  | n/a                         | n/a                         |
| 1987  | -                          | -                          | -                        | -                        | 2e tour (1/32)  | Sylvia Hanika       | 2e tour (1/32)  | Mary Joe Fernández | n/a                         | n/a                         |
| 1988  | -                          | -                          | -                        | -                        | 4e tour (1/8)   | Martina Navrátilová | 1/4 de finale   | Gabriela Sabatini  | n/a                         | n/a                         |
| 1989  | -                          | -                          | 3e tour (1/16)           | Manuela Maleeva          | 1er tour (1/64) | Donna Faber         | 4e tour (1/8)   | Helena Suková      | n/a                         | n/a                         |
| 1990  | 1er tour (1/64)            | Catherine Tanvier          | 2e tour (1/32)           | Leila Meskhi             | 2e tour (1/32)  | Gretchen Rush       | 3e tour (1/16)  | Judith Wiesner     | n/a                         | n/a                         |
| 1991  | 2e tour (1/32)             | Lori McNeil                | 2e tour (1/32)           | Petra Thoren             | 2e tour (1/32)  | Judith Wiesner      | 1er tour (1/64) | Mary Joe Fernández | n/a                         | n/a                         |
| 1992  | 4e tour (1/8)              | Arantxa Sánchez            | 2e tour (1/32)           | Mary Pierce              | 1er tour (1/64) | Claudia Porwik      | 1er tour (1/64) | Arantxa Sánchez    | n/a                         | n/a                         |
| 1993  | 1er tour (1/64)            | Shaun Stafford             | 1er tour (1/64)          | Amanda Coetzer           | 2e tour (1/32)  | Arantxa Sánchez     | 1er tour (1/64) | Manuela Maleeva    | n/a                         | n/a                         |
| 1994  | 1er tour (1/64)            | Meredith McGrath           | 1er tour (1/64)          | Conchita Martínez        | 1/4 de finale   | Lori McNeil         | 1er tour (1/64) | Gabriela Sabatini  | n/a                         | n/a                         |
| 1995  | 1er tour (1/64)            | Veronika Martinek          | 1er tour (1/64)          | Brenda Schultz           | 2e tour (1/32)  | Brenda Schultz      | 2e tour (1/32)  | Ann Grossman       | n/a                         | n/a                         |
| 1996  | 1er tour (1/64)            | Barbara Paulus             | 1er tour (1/64)          | Steffi Graf              | 3e tour (1/16)  | Elena Likhovtseva   | 1er tour (1/64) | Amy Frazier        | n/a                         | n/a                         |
| 1997  | 2e tour (1/32)             | Steffi Graf                | 2e tour (1/32)           | Ann Grossman             | 1er tour (1/64) | Naoko Kijimuta      | 1er tour (1/64) | Venus Williams     | n/a                         | n/a                         |
| 1998  | 2e tour (1/32)             | Amanda Coetzer             | 1er tour (1/64)          | Anna Smashnova           | 2e tour (1/32)  | Lindsay Davenport   | 3e tour (1/16)  | Venus Williams     | n/a                         | n/a                         |
| 1999  | 1er tour (1/64)            | Samantha Smith             | 1er tour (1/64)          | Květa Hrdličková         | 3e tour (1/16)  | Barbara Schett      | -               | -                  | n/a                         | n/a                         |

À droite du résultat, l’ultime adversaire.

### En double dames
| Année | Open d'Australie (janvier)   | Open d'Australie (janvier) | Internationaux de France        | Internationaux de France    | Wimbledon                       | Wimbledon                  | US Open                      | US Open                    | Open d'Australie (décembre) | Open d'Australie (décembre) |
| ----- | ---------------------------- | -------------------------- | ------------------------------- | --------------------------- | ------------------------------- | -------------------------- | ---------------------------- | -------------------------- | --------------------------- | --------------------------- |
| 1983  | n/a                          | n/a                        | -                               | -                           | 1/4 de finale S. Cherneva       | B. Potter Sharon Walsh     | 2e tour (1/16) S. Cherneva   | B. J. King Sharon Walsh    | -                           | -                           |
| 1984  | n/a                          | n/a                        | 1er tour (1/32) R. Tomanová     | Steffi Graf Renata Sasak    | 1/4 de finale S. Cherneva       | Jo Durie Ann Kiyomura      | -                            | -                          | 2e tour (1/8) S. Cherneva   | M. L. Piatek Kim Jones      |
| 1985  | n/a                          | n/a                        | 2e tour (1/16) E. Eliseenko     | K. Horvath V. Ruzici        | 1/4 de finale S. Cherneva       | H. Mandlíková W. Turnbull  | -                            | -                          | -                           | -                           |
| 1986  | n/a                          | n/a                        | 1/4 de finale S. Cherneva       | Kohde-Kilsch Helena Suková  | 1er tour (1/32) S. Cherneva     | Jenny Byrne J. Thompson    | -                            | -                          | n/a                         | n/a                         |
| 1987  | -                            | -                          | -                               | -                           | 1/2 finale S. Cherneva          | Kohde-Kilsch Helena Suková | 1er tour (1/32) N. Zvereva   | Navrátilová Pam Shriver    | n/a                         | n/a                         |
| 1988  | -                            | -                          | -                               | -                           | Finale N. Zvereva               | Steffi Graf G. Sabatini    | 2e tour (1/16) N. Zvereva    | Jenny Byrne J. Thompson    | n/a                         | n/a                         |
| 1989  | -                            | -                          | Victoire N. Zvereva             | Steffi Graf G. Sabatini     | Finale N. Zvereva               | Jana Novotná Helena Suková | 1/4 de finale N. Zvereva     | Nicole Provis Elna Reinach | n/a                         | n/a                         |
| 1990  | 1/4 de finale N. Zvereva     | Patty Fendick MJ Fernández | Finale N. Zvereva               | Jana Novotná Helena Suková  | 1/2 finale N. Zvereva           | Kathy Jordan E. Smylie     | 1/2 finale N. Zvereva        | Jana Novotná Helena Suková | n/a                         | n/a                         |
| 1991  | 1/4 de finale N. Zvereva     | Hetherington Kathy Rinaldi | Finale N. Zvereva               | G. Fernández Jana Novotná   | Victoire N. Zvereva             | G. Fernández Jana Novotná  | Finale Jana Novotná          | Pam Shriver N. Zvereva     | n/a                         | n/a                         |
| 1992  | 1/4 de finale Jana Novotná   | MJ Fernández Zina Garrison | 1/2 finale Jana Novotná         | C. Martínez A. Sánchez      | Finale Jana Novotná             | G. Fernández N. Zvereva    | Finale Jana Novotná          | G. Fernández N. Zvereva    | n/a                         | n/a                         |
| 1993  | 1/4 de finale Jana Novotná   | Pam Shriver E. Smylie      | Finale Jana Novotná             | G. Fernández N. Zvereva     | Finale Jana Novotná             | G. Fernández N. Zvereva    | 2e tour (1/16) Jana Novotná  | Sandy Collins M. de Swardt | n/a                         | n/a                         |
| 1994  | 3e tour (1/8) C. Martínez    | M. Bollegraf Debbie Graham | 1/4 de finale N. Medvedeva      | Julie Halard N. Tauziat     | 1/4 de finale N. Medvedeva      | Nicole Arendt K. Radford   | 1/2 finale G. Sabatini       | Jana Novotná A. Sánchez    | n/a                         | n/a                         |
| 1995  | 1/2 finale M. Bollegraf      | Jana Novotná A. Sánchez    | 3e tour (1/8) M. McGrath        | Katrina Adams Zina Garrison | 1/2 finale M. McGrath           | G. Fernández N. Zvereva    | 3e tour (1/8) M. McGrath     | Hetherington K. Radford    | n/a                         | n/a                         |
| 1996  | 1/2 finale M. McGrath        | L. Davenport MJ Fernández  | 1/2 finale M. McGrath           | G. Fernández N. Zvereva     | Finale M. McGrath               | M. Hingis Helena Suková    | -                            | -                          | n/a                         | n/a                         |
| 1997  | 1/2 finale Helena Suková     | L. Davenport Lisa Raymond  | 1/4 de finale Helena Suková     | MJ Fernández Lisa Raymond   | 1/2 finale Helena Suková        | Nicole Arendt M. Bollegraf | 3e tour (1/8) Helena Suková  | R. Dragomir Iva Majoli     | n/a                         | n/a                         |
| 1998  | 2e tour (1/16) A. Kournikova | M. Hingis Mirjana Lučić    | 1/2 finale A. Kournikova        | L. Davenport N. Zvereva     | -                               | -                          | 2e tour (1/16) A. Kournikova | Amy Frazier K. Schlukebir  | n/a                         | n/a                         |
| 1999  | 1/4 de finale A. Sánchez     | S. Williams V. Williams    | 1/4 de finale A. Sánchez        | M. Hingis A. Kournikova     | 3e tour (1/8) A. Sánchez        | Silvia Farina Linda Wild   | 1/2 finale A. Sánchez        | Chanda Rubin S. Testud     | n/a                         | n/a                         |
| 2000  | -                            | -                          | 1er tour (1/32) Krasnoroutskaïa | J. Capriati Jelena Dokić    | 1er tour (1/32) Krasnoroutskaïa | Julie Halard Ai Sugiyama   | -                            | -                          | n/a                         | n/a                         |

Sous le résultat, la partenaire ; à droite, l’ultime équipe adverse.

### En double mixte
| Année | Open d'Australie (janvier),  | Open d'Australie (janvier), | Internationaux de France     | Internationaux de France   | Wimbledon                   | Wimbledon                   | US Open                      | US Open                     | Open d'Australie (décembre), | Open d'Australie (décembre), |
| ----- | ---------------------------- | --------------------------- | ---------------------------- | -------------------------- | --------------------------- | --------------------------- | ---------------------------- | --------------------------- | ---------------------------- | ---------------------------- |
| 1985  | n/a                          | n/a                         | -                            | -                          | 2e tour (1/16) Charles Buzz | Navrátilová Paul McNamee    | -                            | -                           | n/a                          | n/a                          |
| 1986  | n/a                          | n/a                         | 2e tour (1/16) A. Chesnokov  | Bettina Bunge Gildemeister | 3e tour (1/8) Charles Buzz  | Navrátilová H. Günthardt    | -                            | -                           | n/a                          | n/a                          |
| 1990  | -                            | -                           | 1er tour (1/32) A. Cherkasov | Jo-Anne Faull Stoltenberg  | 2e tour (1/16) van Rensburg | Nicole Provis T. Woodbridge | -                            | -                           | n/a                          | n/a                          |
| 1991  | 1er tour (1/16) Libor Pimek  | Pam Shriver M. Kratzmann    | 1/4 de finale Libor Pimek    | A. Sánchez Jorge Lozano    | 2e tour (1/16) Libor Pimek  | E. Smylie J. Fitzgerald     | 2e tour (1/8) Sven Salumaa   | Nicole Provis T. Woodbridge | n/a                          | n/a                          |
| 1992  | 2e tour (1/8) Sven Salumaa   | Pam Shriver M. Kratzmann    | 1/4 de finale Cyril Suk      | M. Bollegraf Tom Nijssen   | Victoire Cyril Suk          | M. Oremans Jacco Eltingh    | 1er tour (1/16) Cyril Suk    | B. Schultz Luke Jensen      | n/a                          | n/a                          |
| 1993  | 1er tour (1/16) Cyril Suk    | Hetherington G. Michibata   | 2e tour (1/16) Cyril Suk     | Ann Grossman Mike Briggs   | 3e tour (1/8) Cyril Suk     | Robin White Grant Connell   | 2e tour (1/8) A. Olhovskiy   | M. Bollegraf Tom Nijssen    | n/a                          | n/a                          |
| 1994  | Victoire A. Olhovskiy        | Helena Suková T. Woodbridge | Finale A. Olhovskiy          | K. Boogert Menno Oosting   | 1/4 de finale A. Olhovskiy  | Helena Suková T. Woodbridge | 2e tour (1/8) A. Olhovskiy   | MJ Fernández Sandon Stolle  | n/a                          | n/a                          |
| 1995  | 1er tour (1/16) A. Olhovskiy | N. Zvereva Rick Leach       | Victoire M. Woodforde        | Hetherington J. de Jager   | 1/2 finale M. Woodforde     | Navrátilová J. Stark        | 1er tour (1/16) M. Woodforde | Chanda Rubin Brian MacPhie  | n/a                          | n/a                          |
| 1996  | Victoire M. Woodforde        | Nicole Arendt Luke Jensen   | 1/2 finale M. Woodforde      | Nicole Arendt Luke Jensen  | Finale M. Woodforde         | Helena Suková Cyril Suk     | 2e tour (1/8) M. Woodforde   | M. Hingis van Rensburg      | n/a                          | n/a                          |
| 1997  | Finale J. de Jager           | M. Bollegraf Rick Leach     | 2e tour (1/16) A. Olhovskiy  | B. Rittner K. Braasch      | Finale A. Olhovskiy         | Helena Suková Cyril Suk     | 1/4 de finale A. Olhovskiy   | Mercedes Paz Pablo Albano   | n/a                          | n/a                          |
| 1998  | 2e tour (1/8) David Adams    | K. Guse A. Kratzmann        | 2e tour (1/16) Leander Paes  | S. Williams Luis Lobo      | 1/4 de finale Leander Paes  | V. Williams J. Gimelstob    | 2e tour (1/8) M. Woodforde   | R. McQuillan D. Macpherson  | n/a                          | n/a                          |
| 1999  | 2e tour (1/8) Rick Leach     | Debbie Graham E. Ferreira   | Finale Rick Leach            | K. Srebotnik Piet Norval   | 1/4 de finale Rick Leach    | A. Kournikova J. Björkman   | 1/4 de finale Rick Leach     | Kimberly Po D. Johnson      | n/a                          | n/a                          |
| 2000  | -                            | -                           | 1er tour (1/32) Cyril Suk    | Navrátilová Jan Siemerink  | -                           | -                           | -                            | -                           | n/a                          | n/a                          |

Sous le résultat, le partenaire ; à droite, l’ultime équipe adverse.

## Parcours aux Masters

### En simple dames
| # | Date       | Nom de l'édition                      | ($)       | Surface         | Résultat       | Ultime adversaire   | Score         |          |
| - | ---------- | ------------------------------------- | --------- | --------------- | -------------- | ------------------- | ------------- | -------- |
| 1 | 14/11/1988 | Virginia Slims Championships New York | 1 000 000 | Moquette (int.) | 1er tour (1/8) | Martina Navrátilová | 6-7, 6-3, 6-3 | Parcours |

### En double dames
| #  | Date       | Nom de l'édition                      | ($)       | Surface         | Résultat      | Partenaire        | Ultimes adversaires                | Score         |          |
| -- | ---------- | ------------------------------------- | --------- | --------------- | ------------- | ----------------- | ---------------------------------- | ------------- | -------- |
| 1  | 17/03/1986 | Virginia Slims Championships New York | 500 000   | Moquette (int.) | 1/2 finale    | Svetlana Cherneva | Claudia Kohde-Kilsch Helena Suková | 7-5, 6-1      | Parcours |
| 2  | 17/11/1986 | Virginia Slims Championships New York | 500 000   | Moquette (int.) | 1/4 de finale | Svetlana Cherneva | Claudia Kohde-Kilsch Helena Suková | 2-6, 7-6, 6-2 | Parcours |
| 3  | 16/11/1987 | Virginia Slims Championships New York | 500 000   | Moquette (int.) | 1/4 de finale | Svetlana Cherneva | Steffi Graf Gabriela Sabatini      | 6-1, 6-4      | Parcours |
| 4  | 14/11/1988 | Virginia Slims Championships New York | 1 000 000 | Moquette (int.) | Finale        | Natasha Zvereva   | Martina Navrátilová Pam Shriver    | 6-3, 6-4      | Parcours |
| 5  | 13/11/1989 | Virginia Slims Championships New York | 1 000 000 | Moquette (int.) | Finale        | Natasha Zvereva   | Martina Navrátilová Pam Shriver    | 6-3, 6-2      | Parcours |
| 6  | 12/11/1990 | Virginia Slims Championships New York | 3 000 000 | Moquette (int.) | 1/4 de finale | Natasha Zvereva   | Katrina Adams Lori McNeil          | 7-5, 3-6, 7-6 | Parcours |
| 7  | 18/11/1991 | Virginia Slims Championships New York | 3 000 000 | Moquette (int.) | 1/4 de finale | Natasha Zvereva   | Martina Navrátilová Pam Shriver    | 6-1, 7-5      | Parcours |
| 8  | 16/11/1992 | Virginia Slims Championships New York | 3 000 000 | Moquette (int.) | Finale        | Jana Novotná      | Arantxa Sánchez Helena Suková      | 7-6, 6-1      | Parcours |
| 9  | 15/11/1993 | Virginia Slims Championships New York | 3 708 500 | Moquette (int.) | Finale        | Jana Novotná      | Gigi Fernández Natasha Zvereva     | 6-3, 7-5      | Parcours |
| 10 | 13/11/1995 | WTA Tour Championships New York       | 2 000 000 | Moquette (int.) | 1/2 finale    | Meredith McGrath  | Gigi Fernández Natasha Zvereva     | 6-4, 6-2      | Parcours |
| 11 | 18/11/1996 | Chase Championships New York          | 2 000 000 | Moquette (int.) | 1/2 finale    | Meredith McGrath  | Jana Novotná Arantxa Sánchez       | 6-2, 6-2      | Parcours |
| 12 | 17/11/1997 | Chase Championships New York          | 2 000 000 | Moquette (int.) | 1/2 finale    | Helena Suková     | Lindsay Davenport Jana Novotná     | 6-0, 7-6      | Parcours |
| 13 | 16/11/1998 | Chase Championships New York          | 2 000 000 | Moquette (int.) | 1/4 de finale | Anna Kournikova   | Lindsay Davenport Natasha Zvereva  | 6-2, 6-3      | Parcours |
| 14 | 15/11/1999 | Chase Championships New York          | 2 000 000 | Moquette (int.) | Finale        | Arantxa Sánchez   | Martina Hingis Anna Kournikova     | 6-4, 6-4      | Parcours |

## Parcours aux Jeux olympiques

### En simple dames
| # | Date       | Nom de l'olympiade             | Surface      | Résultat        | Ultime adversaire | Score         |          |
| - | ---------- | ------------------------------ | ------------ | --------------- | ----------------- | ------------- | -------- |
| 1 | 20/09/1988 | Olympic Tennis Event Séoul     | Dur (ext.)   | 1/4 de finale   | Steffi Graf       | 6-2, 4-6, 6-3 | Parcours |
| 2 | 28/07/1992 | Olympic Tennis Event Barcelone | Terre (ext.) | 1er tour (1/32) | Katerina Maleeva  | 7-63, 6-2     | Parcours |

### En double dames
| # | Date       | Nom de l'olympiade             | Surface      | Résultat        | Partenaire       | Ultimes adversaires             | Score         |          |
| - | ---------- | ------------------------------ | ------------ | --------------- | ---------------- | ------------------------------- | ------------- | -------- |
| 1 | 20/09/1988 | Olympic Tennis Event Séoul     | Dur (ext.)   | 1/4 de finale   | Natasha Zvereva  | Elizabeth Smylie Wendy Turnbull | 6-3, 6-2      | Parcours |
| 2 | 28/07/1992 | Olympic Tennis Event Barcelone | Terre (ext.) | 1er tour (1/16) | Agnese Blumberga | Petra Ritter Judith Wiesner     | 6-4, 5-7, 6-3 | Parcours |

## Parcours en Coupe de la Fédération
| #                                                                        | Date       | Lieu       | Surface                            | Gagnante(s)                        | Perdante(s)                          | Score          |          |
|                                                                          |            |            |                                    |                                    |                                      |                |          |
| 1983 - 1er tour (groupe mondial) - URSS - Australie - 0 : 3              |            |            |                                    |                                    |                                      |                |          |
| 1                                                                        | 18/07/1983 | Zurich     | Terre (ext.)                       | Dianne Balestrat                   | Larisa Savchenko                     | 6-1, 7-5       | Parcours |
| 1                                                                        | 18/07/1983 | Zurich     | Terre (ext.)                       | Dianne Balestrat Susan Leo         | Svetlana Cherneva Larisa Savchenko   | 7-5, 6-3       | Parcours |
|                                                                          |            |            |                                    |                                    |                                      |                |          |
| 1984 - 2e tour (groupe mondial) - URSS - Bulgarie - 1 : 2                |            |            |                                    |                                    |                                      |                |          |
| 2                                                                        | 16/07/1984 | São Paulo  | Terre (ext.)                       | Elena Eliseenko Larisa Savchenko   | Katerina Maleeva Manuela Maleeva     | 5-7, 7-5, 6-1  | Parcours |
|                                                                          |            |            |                                    |                                    |                                      |                |          |
| 1985 - 1er tour (groupe mondial) - Bulgarie - URSS - 3 : 0               |            |            |                                    |                                    |                                      |                |          |
| 3                                                                        | 08/10/1985 | Nagoya     | Dur (ext.)                         | Manuela Maleeva                    | Larisa Savchenko                     | 6-73, 6-4, 6-1 | Parcours |
|                                                                          |            |            |                                    |                                    |                                      |                |          |
| 1986 - 1er tour (groupe mondial) - URSS - Bulgarie - 1 : 2               |            |            |                                    |                                    |                                      |                |          |
| 4                                                                        | 22/07/1986 | Prague     | Terre (ext.)                       | Manuela Maleeva                    | Larisa Savchenko                     | 6-2, 6-1       | Parcours |
| 4                                                                        | 22/07/1986 | Prague     | Terre (ext.)                       | Svetlana Cherneva Larisa Savchenko | Katerina Maleeva Manuela Maleeva     | 1-6, 6-4, 6-1  | Parcours |
|                                                                          |            |            |                                    |                                    |                                      |                |          |
| 1987 - 1er tour (groupe mondial) - Israël - URSS - 0 : 3                 |            |            |                                    |                                    |                                      |                |          |
| 5                                                                        | 28/07/1987 | Vancouver  |                                    | Larisa Savchenko                   | Ilana Berger                         | 6-3, 6-2       | Parcours |
| 5                                                                        | 28/07/1987 | Vancouver  | Svetlana Cherneva Larisa Savchenko | Ilana Berger Dalia Koriat          | 6-1, 6-1                             |                | Parcours |
|                                                                          |            |            |                                    |                                    |                                      |                |          |
| 1987 - 2e tour (groupe mondial) - Canada - URSS - 2 : 1                  |            |            |                                    |                                    |                                      |                |          |
| 6                                                                        | 28/07/1987 | Vancouver  |                                    | Larisa Savchenko                   | Carling Bassett                      | 5-7, 6-4, 6-4  | Parcours |
| 6                                                                        | 28/07/1987 | Vancouver  | Jill Hetherington Helen Kelesi     | Svetlana Cherneva Larisa Savchenko | 6-4, 6-3                             |                | Parcours |
|                                                                          |            |            |                                    |                                    |                                      |                |          |
| 1988 - 1er tour (groupe mondial) - URSS - Yougoslavie - 3 : 0            |            |            |                                    |                                    |                                      |                |          |
| 7                                                                        | 05/12/1988 | Melbourne  |                                    | Larisa Savchenko                   | Tanja Cerne                          | 6-2, 6-1       | Parcours |
| 7                                                                        | 05/12/1988 | Melbourne  | Larisa Savchenko Natasha Zvereva   | Mima Jaušovec Karmen Skulj         | 6-1, 6-3                             |                | Parcours |
|                                                                          |            |            |                                    |                                    |                                      |                |          |
| 1988 - 2e tour (groupe mondial) - URSS - Autriche - 2 : 1                |            |            |                                    |                                    |                                      |                |          |
| 8                                                                        | 05/12/1988 | Melbourne  |                                    | Heidi Sprung                       | Larisa Savchenko                     | 2-6, 6-4, 6-4  | Parcours |
| 8                                                                        | 05/12/1988 | Melbourne  | Larisa Savchenko Natasha Zvereva   | Heidi Sprung Judith Wiesner        | 6-1, 6-1                             |                | Parcours |
|                                                                          |            |            |                                    |                                    |                                      |                |          |
| 1988 - 1/4 de finale (groupe mondial) - URSS - Espagne - 2 : 1           |            |            |                                    |                                    |                                      |                |          |
| 9                                                                        | 05/12/1988 | Melbourne  |                                    | Larisa Savchenko                   | Conchita Martínez                    | 7-64, 6-2      | Parcours |
| 9                                                                        | 05/12/1988 | Melbourne  | Larisa Savchenko Natasha Zvereva   | Conchita Martínez Arantxa Sánchez  | 4-6, 6-4, 6-4                        |                | Parcours |
|                                                                          |            |            |                                    |                                    |                                      |                |          |
| 1988 - 1/2 finale (groupe mondial) - URSS - Allemagne de l'Ouest - 2 : 1 |            |            |                                    |                                    |                                      |                |          |
| 10                                                                       | 05/12/1988 | Melbourne  |                                    | Larisa Savchenko                   | Sylvia Hanika                        | 5-7, 7-65, 6-3 | Parcours |
| 10                                                                       | 05/12/1988 | Melbourne  | Larisa Savchenko Natasha Zvereva   | Sylvia Hanika Claudia Kohde-Kilsch | 1-6, 6-1, 7-5                        |                | Parcours |
|                                                                          |            |            |                                    |                                    |                                      |                |          |
| 1988 - Finale (groupe mondial) - URSS - Tchécoslovaquie - 1 : 2          |            |            |                                    |                                    |                                      |                |          |
| 11                                                                       | 04/12/1988 | Melbourne  |                                    | Radka Zrubáková                    | Larisa Savchenko                     | 6-1, 7-62      | Parcours |
| 11                                                                       | 04/12/1988 | Melbourne  | Larisa Savchenko Natasha Zvereva   | Jana Pospíšilová Jana Novotná      | 7-65, 7-5                            |                | Parcours |
|                                                                          |            |            |                                    |                                    |                                      |                |          |
| 1989 - 1er tour (groupe mondial) - URSS - Suisse - 2 : 0                 |            |            |                                    |                                    |                                      |                |          |
| 12                                                                       | 03/10/1989 | Tokyo      | Dur (ext.)                         | Larisa Savchenko                   | Emanuela Zardo                       | 7-64, 6-3      | Parcours |
|                                                                          |            |            |                                    |                                    |                                      |                |          |
| 1989 - 2e tour (groupe mondial) - URSS - Canada - 2 : 1                  |            |            |                                    |                                    |                                      |                |          |
| 13                                                                       | 03/10/1989 | Tokyo      | Dur (ext.)                         | Larisa Savchenko                   | Rene Simpson                         | 6-1, 6-0       | Parcours |
| 13                                                                       | 03/10/1989 | Tokyo      | Dur (ext.)                         | Larisa Savchenko Natasha Zvereva   | Jill Hetherington Helen Kelesi       | 6-0, 6-2       | Parcours |
|                                                                          |            |            |                                    |                                    |                                      |                |          |
| 1989 - 1/4 de finale (groupe mondial) - URSS - Espagne - 1 : 2           |            |            |                                    |                                    |                                      |                |          |
| 14                                                                       | 03/10/1989 | Tokyo      | Dur (ext.)                         | Conchita Martínez                  | Larisa Savchenko                     | 6-1, 6-1       | Parcours |
| 14                                                                       | 03/10/1989 | Tokyo      | Dur (ext.)                         | Larisa Savchenko Natasha Zvereva   | Conchita Martínez Arantxa Sánchez    | 6-4, 2-6, 6-1  | Parcours |
|                                                                          |            |            |                                    |                                    |                                      |                |          |
| 1990 - 1er tour (groupe mondial) - Brésil - URSS - 0 : 3                 |            |            |                                    |                                    |                                      |                |          |
| 15                                                                       | 23/07/1990 | Atlanta    | Dur (ext.)                         | Larisa Neiland Natasha Zvereva     | Claudia Chabalgoity Luciana Corsato  | 6-2, 6-1       | Parcours |
|                                                                          |            |            |                                    |                                    |                                      |                |          |
| 1990 - 2e tour (groupe mondial) - Hong Kong - URSS - 0 : 3               |            |            |                                    |                                    |                                      |                |          |
| 16                                                                       | 23/07/1990 | Atlanta    | Dur (ext.)                         | Larisa Neiland                     | Ellinore Lightbody                   | 6-3, 6-1       | Parcours |
| 16                                                                       | 23/07/1990 | Atlanta    | Dur (ext.)                         | Larisa Neiland Natasha Zvereva     | Paulette Moreno Sheung Pang          | 6-3, 6-0       | Parcours |
|                                                                          |            |            |                                    |                                    |                                      |                |          |
| 1990 - 1/4 de finale (groupe mondial) - Pays-Bas - URSS - 1 : 2          |            |            |                                    |                                    |                                      |                |          |
| 17                                                                       | 23/07/1990 | Atlanta    | Dur (ext.)                         | Larisa Neiland Natasha Zvereva     | Manon Bollegraf Brenda Schultz       | 7-67, 6-3      | Parcours |
|                                                                          |            |            |                                    |                                    |                                      |                |          |
| 1990 - 1/2 finale (groupe mondial) - URSS - Espagne - 2 : 1              |            |            |                                    |                                    |                                      |                |          |
| 18                                                                       | 23/07/1990 | Atlanta    | Dur (ext.)                         | Larisa Neiland Natasha Zvereva     | Conchita Martínez Pilar Perez        | 6-2, 6-3       | Parcours |
|                                                                          |            |            |                                    |                                    |                                      |                |          |
| 1990 - Finale (groupe mondial) - États-Unis - URSS - 2 : 1               |            |            |                                    |                                    |                                      |                |          |
| 19                                                                       | 21/07/1990 | Atlanta    | Dur (ext.)                         | Gigi Fernández Zina Garrison       | Larisa Neiland Natasha Zvereva       | 6-4, 6-3       | Parcours |
|                                                                          |            |            |                                    |                                    |                                      |                |          |
| 1991 - 1er tour (groupe mondial) - URSS - Paraguay - 3 : 0               |            |            |                                    |                                    |                                      |                |          |
| 20                                                                       | 22/07/1991 | Nottingham |                                    | Natalia Medvedeva Larisa Neiland   | Rossana de los Ríos Larissa Schaerer | 6-3, 6-2       | Parcours |
|                                                                          |            |            |                                    |                                    |                                      |                |          |
| 1991 - 2e tour (groupe mondial) - URSS - Tchécoslovaquie - 1 : 2         |            |            |                                    |                                    |                                      |                |          |
| 21                                                                       | 24/07/1991 | Nottingham |                                    | Larisa Neiland Natasha Zvereva     | Eva Švíglerová Radka Zrubáková       | 6-1, 6-4       | Parcours |
|                                                                          |            |            |                                    |                                    |                                      |                |          |
| 1993 - 1er tour (groupe mondial) - Lettonie - Belgique - 2 : 1           |            |            |                                    |                                    |                                      |                |          |
| 22                                                                       | 20/07/1993 | Francfort  | Terre (ext.)                       | Dominique Monami                   | Larisa Neiland                       | 6-1, 5-7, 6-1  | Parcours |
| 22                                                                       | 20/07/1993 | Francfort  | Terre (ext.)                       | Agnese Blumberga Larisa Neiland    | Laurence Courtois Dominique Monami   | 4-6, 6-4, 9-7  | Parcours |
|                                                                          |            |            |                                    |                                    |                                      |                |          |
| 1994 - 1er tour (groupe mondial) - Lettonie - Australie - 1 : 2          |            |            |                                    |                                    |                                      |                |          |
| 23                                                                       | 19/07/1994 | Francfort  | Terre (ext.)                       | Larisa Neiland                     | Kristine Radford                     | 6-3, 2-6, 6-0  | Parcours |
| 23                                                                       | 19/07/1994 | Francfort  | Terre (ext.)                       | Elizabeth Smylie Rennae Stubbs     | Agnese Blumberga Larisa Neiland      | 6-3, 6-3       | Parcours |

## Classements WTA en fin de saison

### En simple
| Année | 1984 | 1985 | 1986 | 1987 | 1988 | 1989 | 1990 | 1991 | 1992 | 1993 | 1994 | 1995 | 1996 | 1997 | 1998 | 1999 |
| Rang  | 138  | 55   | 36   | 24   | 16   | 20   | 91   | 48   | 58   | 32   | 41   | 97   | 61   | 85   | 73   | 214  |

Source : (en) « Classements de Larisa Savchenko-Neiland », sur le site officiel du WTA Tour

### En double
| Année | 1986 | 1987 | 1988 | 1989 | 1990 | 1991 | 1992 | 1993 | 1994 | 1995 | 1996 | 1997 | 1998 | 1999 |
| Rang  | 26   | 11   | 9    | 3    | 7    | 2    | 5    | 5    | 11   | 5    | 2    | 9    | 11   | 3    |

Source : (en) « Classements de Larisa Savchenko-Neiland », sur le site officiel du WTA Tour